# 龍腹寺
龍腹寺（りゅうふくじ）は、千葉県印西市竜腹寺にある天台宗の寺院。山号は玄林山。本尊は薬師如来。

## 歴史
天和元年（1681年）に書かれたという略縁起によれば、大同2年（807年）の創建で、開山は慈観、初めは慈雲山延命院勝光寺と号したとされ、また龍福寺とも称されたが、釈命上人が雨乞いの祈願をした時、龍が死んでその腹が落ちた地であるため、龍腹寺に改めたとされる。
むかし、旱魃に苦しむ下総の村人を救うため、許しを得ずに雨を降らせた小龍が、竜王の怒りに触れ、3つに裂かれて地上に落ち、龍福寺地蔵堂の裏には腹部が落ちたので、村人は懇ろに葬り寺号を龍腹寺と改めて冥福を祈った。それ以来、降雨祈願の聖地として崇められているという。
当寺のほか、栄町の龍閣寺には角のついた龍の頭が落ちたので龍角寺に、匝瑳市の大寺には尾が落ちたので龍尾寺と寺号を改めたといわれる。なお、近隣の木下廃寺を本来の龍腹寺に、匝瑳市の大寺廃寺を龍尾寺に充てると、いずれも山田寺式の系譜を持つ軒丸瓦を採用した7世紀後半の初期寺院であり、寺院の繋がりが想定され興味深い。
当寺が最も栄えたのは、鎌倉・室町時代で、嘉吉2年（1442年）に千葉胤直によって五重塔が建立され、その鋳銅棟札には寺号が見える。南北朝時代の作とされる千葉県指定有形文化財の梵鐘には「印西荘龍腹寺玄林山大鐘」と刻まれている。